# Diana (Vouet)
Diana es un cuadro del pintor francés Simon Vouet, como indica la inscripción que hay en el mismo cuadro: Simon Vouet F(ecit). Paris 1637. Realizado, por tanto en su etapa parisina, este cuadro sería uno de los enviados a Inglaterra tras el matrimonio de la hermana de Luis XIII, Enriqueta María y Carlos I de Inglaterra.
El cuadro representa a Diana, diosa romana de la caza, una de las más reproducidas en el arte, tanto escultórico como pictórico.